# دروازه (دلگان)
دروازه یا موتور جان محمد بامری روستایی در دهستان چاه علی بخش جلگه چاه هاشم شهرستان دلگان استان سیستان و بلوچستان ایران است.

## جمعیت
بر پایه سرشماری عمومی نفوس و مسکن در سال ۱۳۹۵ جمعیت این روستا ۵۸ نفر (۱۳خانوار) بوده‌است.